# Squadra arubana di Coppa Davis
La squadra arubana di Coppa Davis rappresenta l'isola di Aruba nella Coppa Davis, ed è posta sotto l'egida della Aruba Lawn Tennis Bond.
La squadra ha esordito nel 2007 e ad oggi il suo miglior risultato è il raggiungimento del Gruppo III della zona Americana.

## Organico 2011
Aggiornato al match delle fasi zonali contro Honduras del 19 giugno 2011. Fra parentesi il ranking del giocatore nel momento della disputa degli incontri.
- Ibian Hodgson (ATP #)
- Mitchell de Jong (ATP #)
- Gian Hodgson (ATP #)